# Ftalato de dibutilo
El ftalato de dibutilo también conocido como DBP (Dibutilftalato), es  un compuesto orgánico usado en la industria como plastificante. También se utiliza como un aditivo en adhesivos, tintas para impresoras y en productos cosméticos. Es soluble en varios solventes orgánicos como por ejemplo, alcohol, éter y benceno.

## Control Legislativo

### Unión Europea
El uso de esta sustancia en productos cosméticos, incluyendo esmaltes de uñas, está prohibida en la Unión Europea bajo la Directiva 76/768/CEE del año 1976.
El empleo del DBP en juguetes para niños se ha restringido en la Unión Europea desde 1999.

### Estados Unidos
El DBP se añadió a la "Proposición 65 de California" en la "Lista de teratógenos sospechosos", en noviembre de 2006. Se sospecha que sea un disruptor endocrino. Actualmente se sigue utilizando en algunos esmaltes de uñas; aunque todos los grandes productores comenzaron a eliminar esta sustancia de los esmalte de uñas en el otoño de 2006.
El DBP se prohibió de manera permanente en los juguetes para niños y artículos de puericultura, en concentraciones de 1000 ppm o mayor, según el artículo 108 de la "Ley de mejora de la seguridad en los productos para el consumidor" de 2008.

## Producción
El DBP es producido por la reacción de butan-1-ol con anhídrido ftálico.